# Pasewalk
Pasewalk [ˈpaːzəvalk] ist eine amtsfreie Kleinstadt im Landkreis Vorpommern-Greifswald in Mecklenburg-Vorpommern. Sie ist Verwaltungssitz des Amtes Uecker-Randow-Tal für 15 umliegende Gemeinden und eines der 18 Mittelzentren des Landes.
Wegen des geschichtsträchtigen Kürassier-Regiments „Königin“ (Pommersches) Nr. 2 trägt die Stadt auch den Namen „Kürassierstadt Pasewalk“.

## Geografie

### Lage
Pasewalk liegt am Ostufer der mittleren Uecker zwischen Ueckermünder Heide im Norden und Uckermark im Süden. 20 Kilometer östlich von Pasewalk befinden sich Bahn- und Straßengrenzübergänge nach Polen. Vor etwa 10.000 bis 15.000 Jahren mündete an dieser Stelle das Urstromtal, in dem die Uecker heute fließt, in den Haffstausee ein.
Südlich Pasewalks liegt die fruchtbare kuppige uckermärkische Grundmoränenlandschaft, nördlich von Pasewalk ist auf den Sanden, die von den Schmelzwassern des Ueckerurstromtales abgelagert worden sind, die Ueckermünder Heide entstanden. An der Uecker befinden sich ausgedehnte Wiesengebiete.

### Stadtgliederung
Zur Stadt Pasewalk gehören folgende Ortsteile:
| - Franzfelde - Friedberg | - Steinbrink - Stiftshof |

### Nachbargemeinden
Im Uhrzeigersinn (von Norden beginnend): Viereck, Krugsdorf, Zerrenthin, Polzow, Fahrenwalde, Rollwitz, Papendorf, Schönwalde und Jatznick.

## Geschichte
Der Ort ist bei Archäologen bekannt durch die Pferdeopferstelle bei Pasewalk.

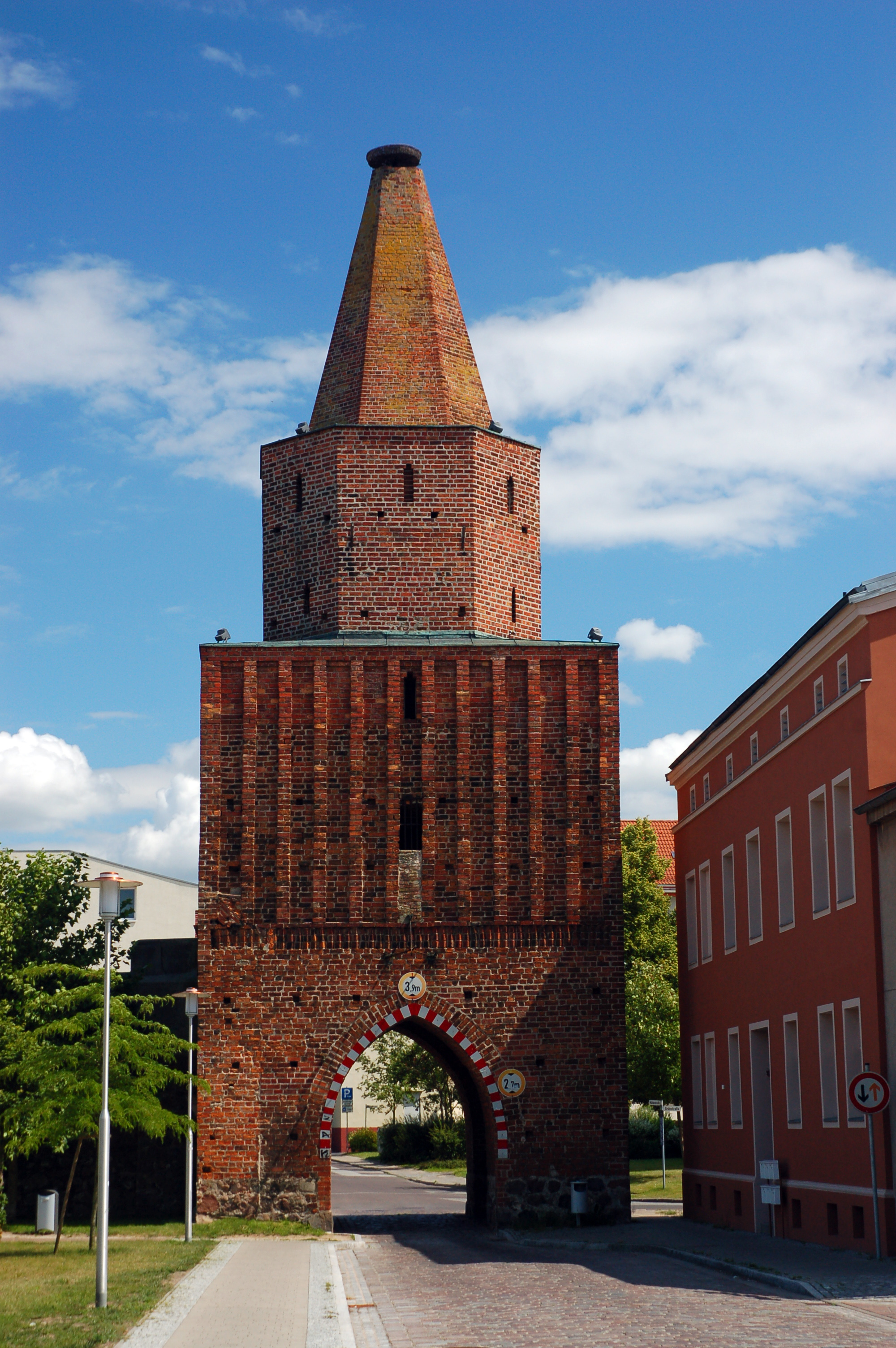
Mühlentor, Teil der mittelalterlichen Stadtbefestigung

### Von der Stadtgründung bis zum Dreißigjährigen Krieg

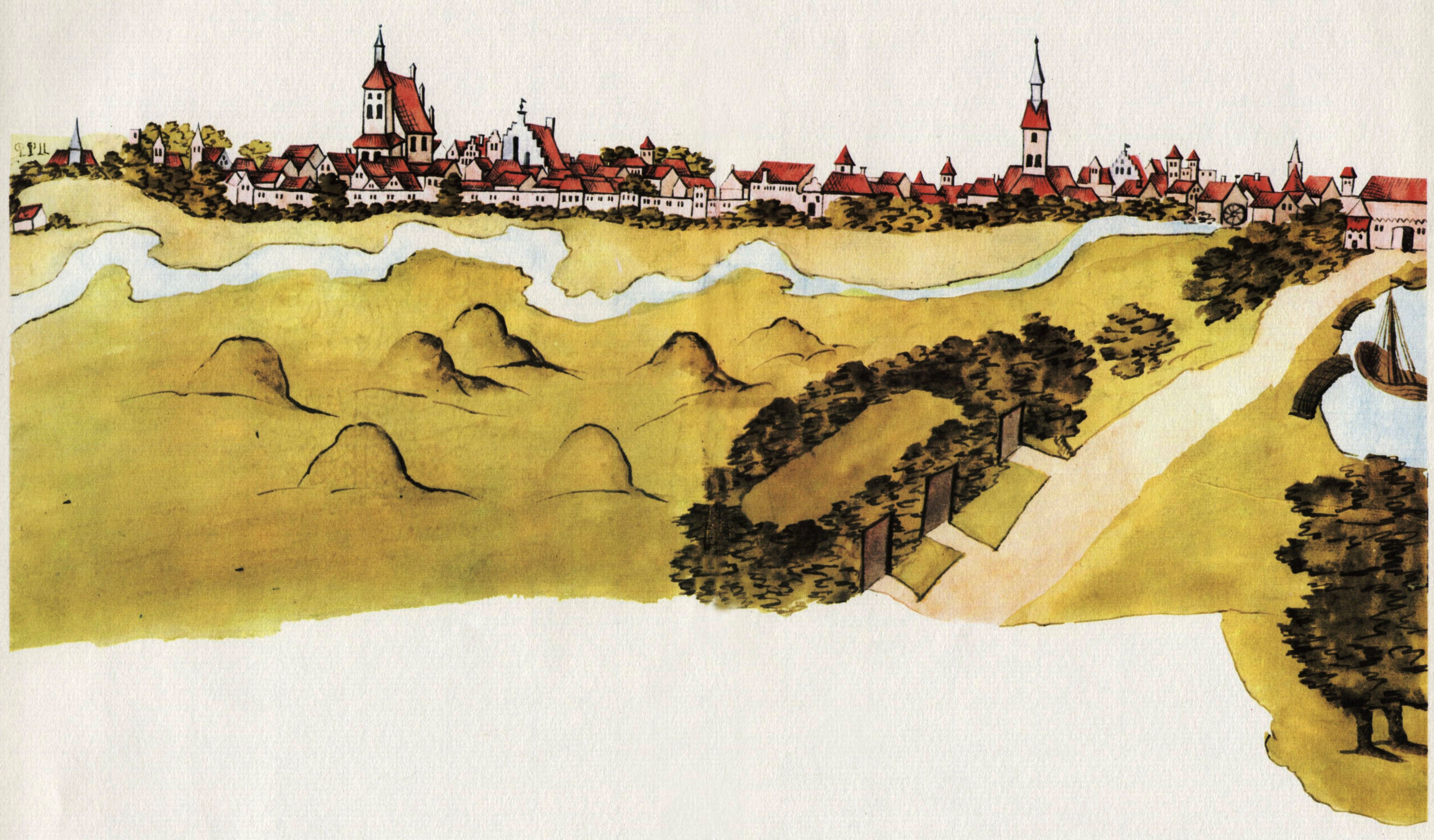
Ansicht von Pasewalk um 1611/15. Aus der Stralsunder Bilderhandschrift

Ansicht von Pasewalk 1618

Der Verfasser des Jahrbuchs des Klosters Pegau („Pegauer Annalen“) berichtet in der Familiensage des Grafen Wiprecht des Älteren von Groitzsch von einer „Burg Posduwlc im Pommernlande“, die dem Zusammenhang nach offenbar bereits im 11. Jahrhundert bestanden hat. In den Urkunden des Mittelalters lautet die Schreibweise des Namens u. a. „Pozdewolk“ (1177, 1178, 1216), „Posduwolc“ (1195), „Pozwolc“ (1241), „Poswalc“ (1260, 1322) und „Poswalk“ (1260, 1276, 1355).
Der Name der Stadt setzt sich zusammen aus den Silben „Poz“ (slawisch für Ringwall im Sinne einer Landschaftsbezeichnung) und „wolc“ (Wolf) und steht demnach für „Stadt des Wolfes“, offenbar Bezug nehmend auf den dänischen Fürsten Jarl Wolf, der um 1000 in diesem Gebiet eine Herrschaft gegründet hatte, später aber vertrieben worden sein soll. Die Schreibweise „Pasewalk“ taucht in den Urkunden erstmals 1240 auf. Die erste urkundliche Erwähnung als Stadt („civitas“) stammt aus dem Jahre 1276, allerdings gilt als sicher, dass Pasewalk das Stadtrecht schon früher, vermutlich kurz nach 1250 erhalten hat.
Pasewalk gehörte von jeher zu Pommern, war aber stets ein Spielball der territorialen Interessen der pommerschen Herzöge und der brandenburgischen Markgrafen, sodass die Herrschaft mehrmals wechselte. Im Jahr 1250, nach dem Vertrag von Landin, kam Pasewalk unter brandenburgische Herrschaft und wurde 1354 von den Pommern zurückerworben.
Der mittelalterliche Stadtkern bildete eine Ellipse und bestand aus der von Wenden gegründeten Unterstadt mit der Nikolaikirche (1176 erwähnt) sowie einer sich daran anschließenden neueren, von deutschen Siedlern gegründeten Oberstadt mit der Marienkirche. Bereits 1192 wurden ihr durch den brandenburgischen Markgrafen Otto II. weitreichende Handelsrechte verliehen.
Mit der Schaffung einer Stadtbefestigung erreichte die bauliche Entwicklung der Stadt im 14. Jahrhundert vorläufig ihren Abschluss, da die ständigen Kriege eine Ansiedlung außerhalb der Stadtmauer nicht gestatteten. Die Einwohner lebten im Mittelalter in erster Linie von Landwirtschaft und Brauerei (Herstellung von Bier unter dem Namen „Pasenelle“, schon 1385 weithin bekannt) sowie dem Handel mit diesen Erzeugnissen. Als einzige einst uckermärkische Stadt war sie Mitglied der Hanse und trat nach schweren inneren Unruhen 1535 zur lutherischen Lehre über.
Während des Dreißigjährigen Krieges wurde Pasewalk, das sich schon bald nach der Landung der schwedischen Eingreifarmee in Deutschland unter deren Schutz gestellt hatte, im September 1630 von kaiserlichen Truppen unter dem Befehl von Hans Götze drei Tage lang gebrandschatzt und nahezu komplett zerstört („Pasewalker Blutbad“). Die schwedische Garnison, nur zwischen 150 und 300 Mann stark, hatte sich als zahlenmäßig viel zu schwach erwiesen, um die weitläufige mittelalterliche Stadtbefestigung ausreichend zu besetzen und wurde von den rund 3000 Mann zählenden Angreifern bis auf den letzten Mann niedergemacht. Mit dem Westfälischen Frieden 1648 wurde die Stadt Schwedisch-Pommern zugeordnet.

### Unter preußischer Herrschaft
Nach dem Nordischen Krieg kam die Stadt 1720 zu Preußen und gehörte von 1815 bis 1945 zur Provinz Pommern.
Der preußische König Friedrich Wilhelm I. förderte nach 1720 den Wiederaufbau der nach dem Dreißigjährigen Krieg und mehreren Stadtbränden noch teilzerstörten Stadt, indem er z. B. Bauholz aus den königlichen Forsten zur Verfügung stellte. Außerdem verlegte er das Ansbach-Bayreuth-Dragonerregiment, aus dem später das Kürassier-Regiment „Königin“ (Pommersches) Nr. 2 hervorging, in die Stadt (1721). Das Regiment diente nicht nur dem Schutz des im Westfälischen Frieden zugesprochenen neuen Territoriums, sondern bildete fortan auch einen nicht zu unterschätzenden Wirtschaftsfaktor für die Stadt. Das Regiment genoss in Preußen ein hohes Ansehen, nachdem es 1745 während des Zweiten Schlesischen Krieges bei Hohenfriedeberg einen vorentscheidenden Sieg gegen Österreich errungen hatte. Die hohe Wertschätzung kam dadurch zum Ausdruck, dass die jeweilige preußische Königin Chefin des Regiments war. Von 1795 bis 1806 diente Ferdinand von Schill, der in der Grünstraße 17 wohnte, als junger Leutnant in diesem Regiment. Ab 1882 wurde am Stadtrand eine großzügige Kasernenanlage als Backsteinbau errichtet (heute Landratsamt), so dass die bis dahin bestehende „Einquartierung“ von Soldaten in die Wohnungen der Einwohner aufhörte.
Ebenfalls um 1720 kam es auf Betreiben des preußischen Königs zur Ansiedlung von Hugenotten, die zahlreiche neue Gewerbe einführten und damit für eine Belebung des noch vom Dreißigjährigen Krieg zerstörten Landstrichs sorgten. Besondere Bedeutung hatte der bis dahin in der Region noch unbekannte Tabakanbau. Pasewalk entwickelte sich im 18. Jahrhundert zum Hauptumschlagplatz für uckermärkischen Rohtabak.
Seit 1812 setzte eine jüdische Zuwanderung aus dem Osten ein, bis etwa 1855 waren es mehr als 300 Personen jüdischen Glaubens. 1834 erbaute die jüdische Gemeinde auf dem Hof ihres Grundstücks in der Grabenstraße eine Synagoge (Einweihung 23. Oktober 1834). Die Gemeinde zählte zu dieser Zeit 135 Personen. Hinzu kam ein jüdischer Friedhof, der heute noch mit einigen Grabsteinen existiert. Ein bedeutender jüdischer Unternehmer war Paul Behrendt († 1939), der in Pasewalk eine große Eisengießerei betrieb (z. B. Kanaldeckel).

### 18. und 19. Jahrhundert
Begünstigt durch die vorangegangenen Reformen des preußischen Staates setzte im ersten Drittel des 19. Jahrhunderts ein allmählicher wirtschaftlicher Aufschwung ein, der mit einem deutlichen Bevölkerungsanstieg einherging.
Ein wesentlicher Impuls für die wirtschaftliche Belebung ging von dem Umstand aus, dass ab 1825 die Postlinie Berlin – Stralsund in Pasewalk nach Stettin abzweigte (bis dahin von dem nördlicher gelegenen Ueckermünde aus), sodass die Stadt zu einem Verkehrsknotenpunkt wurde. Erhebliche Erleichterungen für den Handelsverkehr brachte der Ausbau der Landstraßen Pasewalk–Stettin ab 1829, Pasewalk–Anklam–Demmin–Greifswald–Stralsund ab 1832 und Pasewalk–Prenzlau ab 1834.
Auf Betreiben der pommerschen Provinzialregierung kam es 1835 zur Gründung der städtischen Sparkasse. 1838 wurde eine Armen- und Beschäftigungsanstalt gegründet, aus der später das städtische Krankenhaus hervorging.
Die bürgerliche Revolution 1848 begleiteten die Einwohner mit Volksversammlungen und Vereinsgründungen. Es bildeten sich der konservative „Konstitutionelle Verein“, der in treuer Gesinnung für König und Vaterland nur geringfügige Korrekturen zulassen wollte und vornehmlich aus Handwerkern, Ackerbürgern, Geistlichen sowie ehemaligen Soldaten bestand. Die Befürworter der Bewegung gründeten den liberal-demokratischen „Politischen Verein“, der seine Anhänger vor allem unter Kaufleuten und Beamten fand.
1863 erhielt Pasewalk Anschluss an die Strecke Angermünde–Anklam der Berlin-Stettiner Eisenbahn-Gesellschaft. Nach Schaffung der Bahnverbindung Stettin–Neubrandenburg 1863/67 stieg der Ort zu einem Eisenbahnknotenpunkt auf, wodurch die einheimische Wirtschaft weitere Impulse erhielt. 1853 wurde die Straßenbeleuchtung eingeführt, um 1855 erhielt Pasewalk eine Telegraphenanstalt, 1864 erteilte die Stadt die Konzession zur Errichtung einer privaten Gasanstalt, die 1904 vertragsgemäß in städtisches Eigentum überging.
Im Jahre 1870 erfolgte die Gründung des Vaterländischen Frauenvereins, einer der ersten von einer Vielzahl gleichnamiger Vereine in ganz Deutschland und der älteste in Pommern, in dem sich in erster Linie die Ehefrauen und Töchter der gutsituierten Offiziers- und Beamtenfamilien um soziale Belange kümmerten (Vorläufer des Deutschen Roten Kreuzes).
Zum Ende des 19. Jahrhunderts veränderte sich die Stadt nicht nur optisch durch eine Vielzahl von Neubauten außerhalb der historischen Stadtbegrenzung, sondern auch in ihrem sozialen Gefüge. War Pasewalk bis dahin vor allem eine Stadt der Ackerbürger, gaben nun Handwerk und Gewerbe, Beamte und Kaufleute der Stadt das Gepräge. Tabak-, Stärke- und Kartoffelflockenfabriken sowie der Holzhandel prägten das Bild. Auch der Bahnhof mit einem bedeutenden Güterumschlag bildete einen Wirtschaftsfaktor. Vorübergehend hatte auch die Ueckerschiffahrt Bedeutung, mit der vor allem Mauersteine aus den Ziegeleien im nördlichen Kreis Ueckermünde verschifft und am Bahnhof Pasewalk umgeschlagen wurden.

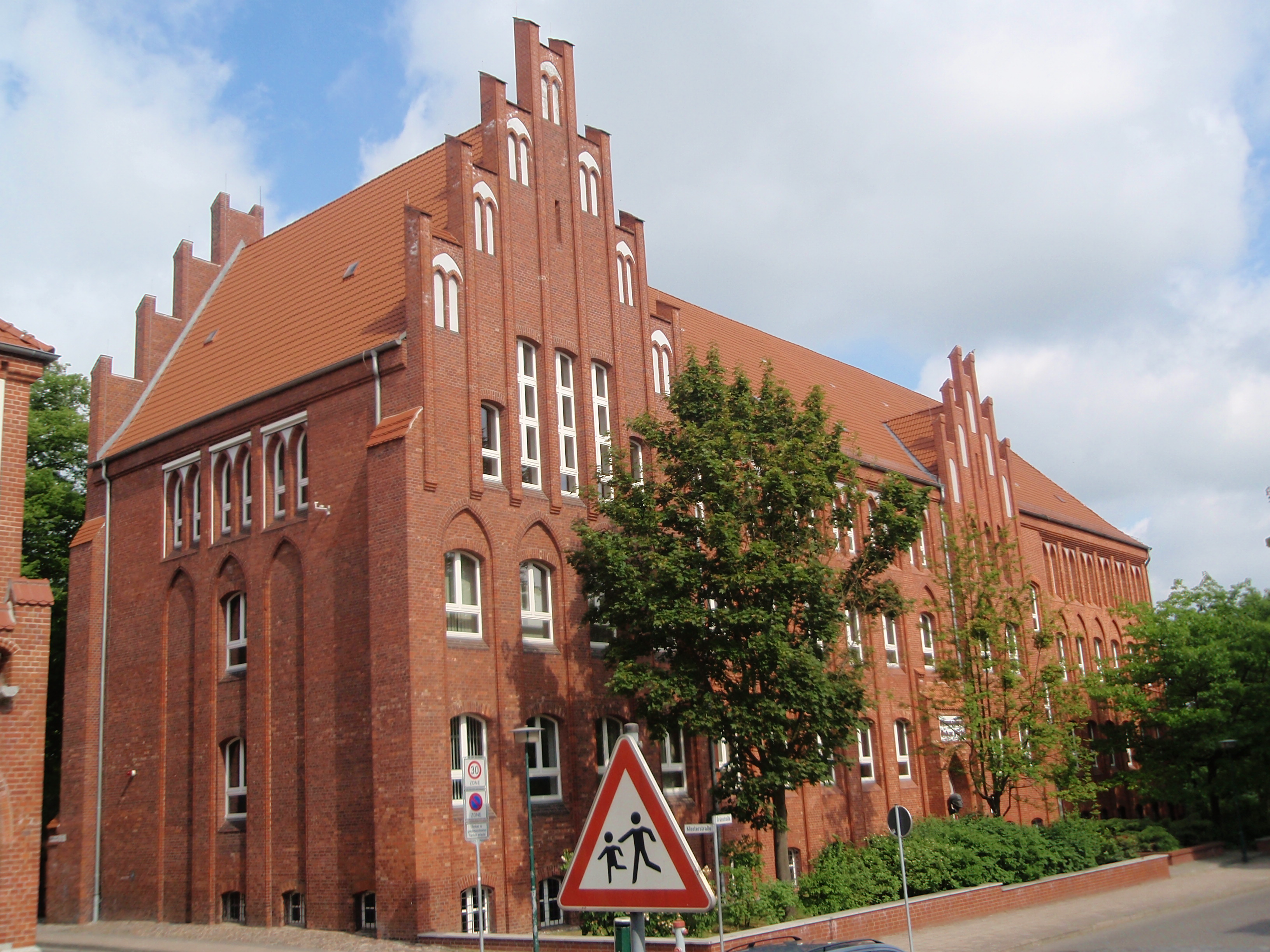
Oskar-Picht-Gymnasium, 1905 als höhere Mädchenschule eingeweiht

### 1900 bis 1945
Um 1900 überschritt die Einwohnerzahl der Stadt erstmals die Grenze von 10.000 (1827: 4.869) und stieg bis 1939 auf rund 12.500 an. Im Jahr 1905 wurde sowohl das Gebäude des heutigen Amtsgerichts Pasewalk als auch das des heutigen Oskar-Picht-Gymnasiums in der Grünstraße fertiggestellt und ihrer jeweiligen, bis heute noch bestehenden, Nutzung übergeben. Im Ersten Weltkrieg verloren 310 Pasewalker ihr Leben auf den Schlachtfeldern. Nach einer Senfgasverletzung mit kurzzeitiger Erblindung wurde im Oktober 1918 der spätere Reichskanzler Adolf Hitler als 29-jähriger Gefreiter in ein Reservelazarett in Pasewalk verlegt, wo er die Kapitulation Deutschlands erlebte. Auf der Grundlage eines auf unsicherer Beweislage basierenden amerikanischen Geheimdienstberichtes von 1943 entstand die These, dass Hitlers Sehstörung mit auffälligen psychischen Reaktionen einhergegangen sei, sodass er in Pasewalk dem Chefpsychiater Edmund Forster vorgestellt worden sei (siehe dazu den Artikel Adolf Hitlers Psychopathographie). Hitler selbst verbreitete in seinem Buch Mein Kampf die Legende, die Nachricht von der Revolution habe ihn bewogen, eine Rolle in der Politik zu übernehmen („Ich aber beschloß, Politiker zu werden“). Neueren Forschungen zufolge wollte Hitler die Tage in Pasewalk eher nachträglich zu einer Art „pseudoreligiösem Erweckungserlebnis“ stilisieren.
Nach Ende des Ersten Weltkrieges wurde das Kürassier-Regiment im Zuge des Versailler Vertrags 1919 aufgelöst. Pasewalk verlor dadurch einen Teil seiner Garnison, anstelle der Kürassiere beherbergte es seitdem drei Schwadronen des Reichswehr-Reiterregiments Nr. 6.
Elektrizität hielt in Pasewalk erst nach 1918 Einzug. Kanalisation und Wasserleitung wurden 1926 geschaffen. Vor den Toren der Stadt ließ der später zum Ehrenbürger ernannte Kommerzienrat Emil Krüger einen Stadtpark anlegen.
Zwischen den Weltkriegen bildete Pasewalk einen Umschlagplatz im Handel mit landwirtschaftlichen Produkten aus den benachbarten Dörfern des Kreises Ueckermünde und der Uckermark. Fabriken für landwirtschaftliche Maschinen, Eisengießereien und eine leistungsfähige, modern eingerichtete Mühle prägten das Gesicht der Stadt.
Horst Wessel beschrieb in seiner Autobiographie Politika eine „Propagandafahrt“ der Sturmabteilung nach Pasewalk im Sommer 1928, die in ein Gefecht ausartete, bei der mehrere Polizisten verwundet wurden und für die er seinen ersten Eintrag ins Polizeiregister bekam.
1933 fasste der Nationalsozialismus in Pasewalk offiziell Fuß. Während der Novemberpogrome 1938 kam es zum Brand der Synagoge und Verwüstung des jüdischen Friedhofes. Die meisten Juden verließen Pasewalk unter diesem Druck. 1938 wurde das Reservelazarett zu einer „Führerweihestätte“ ausgestaltet. Am 12. Februar 1940 wurden die letzten verbliebenen Juden des gesamten Regierungsbezirks Stettin in Vernichtungslager im besetzten Polen deportiert.
Im Zweiten Weltkrieg erlitt die Stadt infolge der Offensive der Roten Armee am 25./26. April 1945 schwere Zerstörungen. Das Stadtzentrum wurde dabei weitgehend vernichtet, die mittelalterliche Stadtbefestigung blieb jedoch – soweit noch vorhanden – erhalten.

### 1945 bis 1990

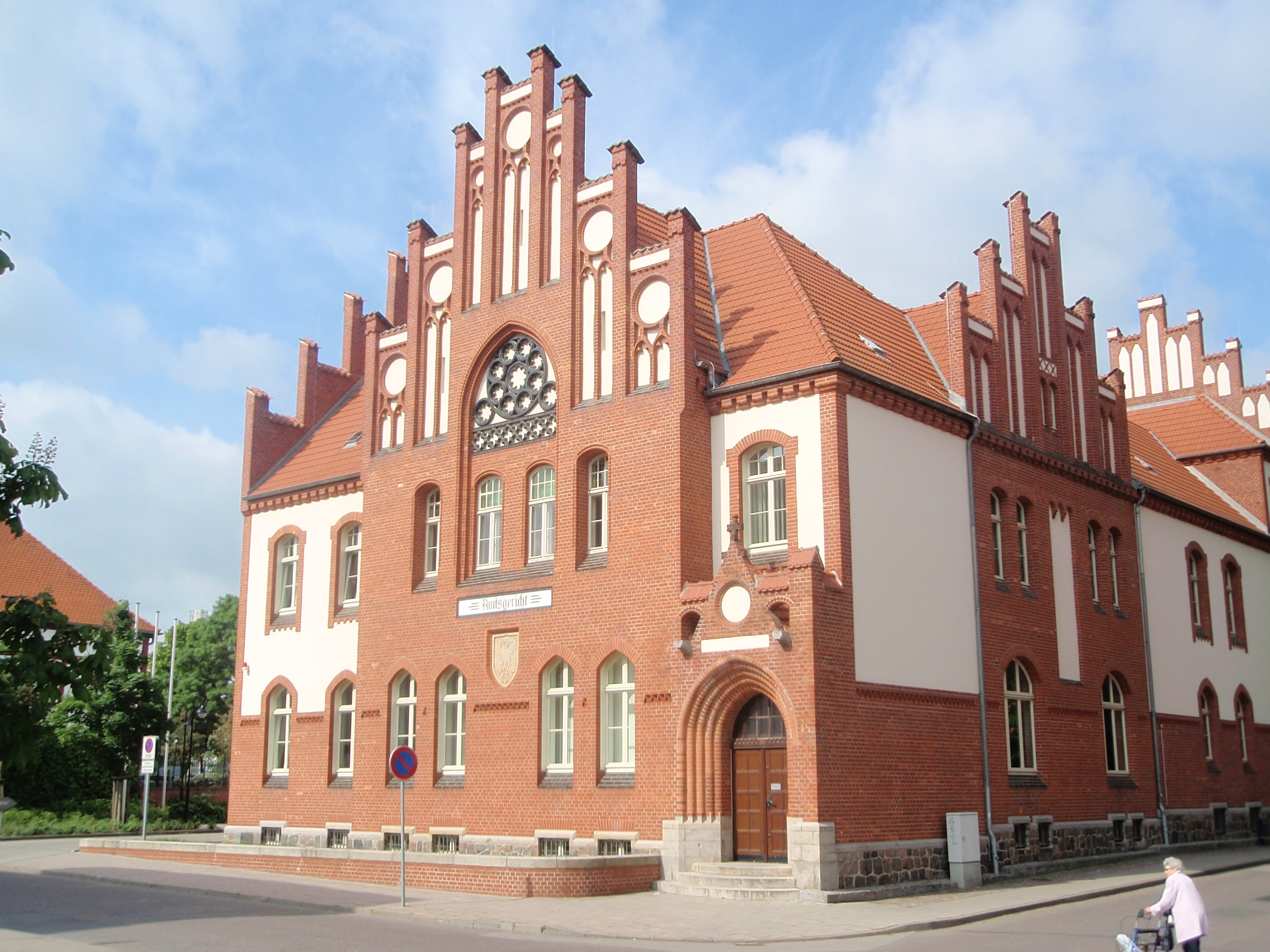
Amtsgericht, seit 1905 genutzt

Die ersten Nachkriegsjahre dienten fast nur der Enttrümmerung. Der Neuaufbau begann 1948. Bis 1955 entstanden 160 und von 1955 bis 1961 weitere 278 Neubauwohnungen. Ab 1961 begann auch in Pasewalk die Großblockbauweise (1962–1966: 803 Neubauwohnungen). Am Südrand entstand 1957–1965 mit einem Kostenaufwand von 18 Millionen MDN ein neues Kreiskrankenhaus (heute Asklepios-Klinik).
Pasewalk kam nach Kriegsende zum Land Mecklenburg-Vorpommern und wurde 1950 Verwaltungssitz des neu geschaffenen Kreises Pasewalk. Im Zuge der Auflösung der Länder in der DDR 1952 wurde er Teil des Bezirkes Neubrandenburg.
Am 1. November 1989 erlebte Pasewalk erstmals einen Demonstrationszug mit anschließender Kundgebung, in deren Mittelpunkt Kritik an den gesellschaftlichen Zuständen stand. Die Kundgebung war unter der Regie der Kirche und des Neuen Forums organisiert worden. Danach fanden anfangs mehrmals wöchentlich Rathausgespräche statt, in denen sich SED-Funktionäre sowie Mitarbeiter der städtischen Verwaltung den Fragen und der Kritik der Einwohner stellen mussten.

### 1990 bis heute

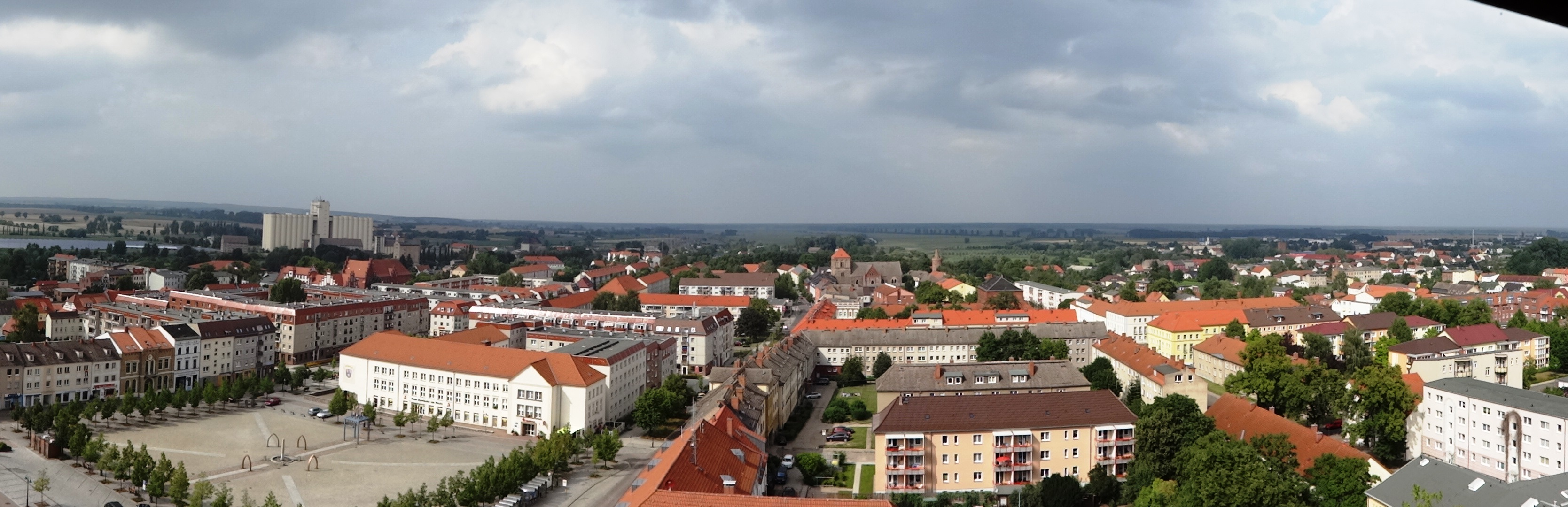
Ausblick auf die Innenstadt vom Turm der Marienkirche

Seit 1990 wieder zum neukonstituierten Bundesland Mecklenburg-Vorpommern gehörig, war die Stadt 1994–2011 Verwaltungssitz des Landkreises Uecker-Randow. Seit der Kreisgebietsreform 2011 liegt Pasewalk im Landkreis Vorpommern-Greifswald. Heute befindet sich hier eine Außenstelle der Kreisverwaltung dieses Landkreises.
Die Innenstadt wurde im Rahmen der Städtebauförderung seit 1991 grundlegend saniert.

## Bevölkerung
| Jahr | Einwohner | Quelle |
| ---- | --------- | ------ |
| 1618 | ca. 2000  | [ 10 ] |
| 1648 | ca. 250   | [ 10 ] |
| 1740 | 2401      | [ 11 ] |
| 1760 | 2528      | [ 10 ] |
| 1782 | 3110      | [ 11 ] |
| 1794 | 2976      | [ 11 ] |
| 1812 | 3888      | [ 11 ] |
| 1816 | 3969      | [ 11 ] |
| 1827 | 4869      | [ 10 ] |
| 1831 | 5331      | [ 11 ] |
| 1843 | 5814      | [ 11 ] |
| 1852 | 6586      | [ 11 ] |

| Jahr | Einwohner | Quelle |
| ---- | --------- | ------ |
| 1861 | 06880     | [ 11 ] |
| 1863 | 06746     | [ 12 ] |
| 1871 | 08049     | [ 12 ] |
| 1875 | 08538     | [ 13 ] |
| 1880 | 09469     | [ 12 ] |
| 1885 | 09514     | [ 12 ] |
| 1895 | 09788     | [ 12 ] |
| 1898 | 10.190    | [ 10 ] |
| 1900 | 10.299    | [ 14 ] |
| 1905 | 10.520    | [ 12 ] |
| 1910 | 10.916    | [ 12 ] |
| 1920 | 11.743    | [ 10 ] |

| Jahr | Einwohner | Quelle |
| ---- | --------- | ------ |
| 1925 | 11.768    | [ 12 ] |
| 1933 | 12.582    | [ 10 ] |
| 1939 | 12.568    | [ 15 ] |
| 1942 | 13.026    | [ 10 ] |
| 1944 | 12.089    | [ 16 ] |
| 1950 | 11.260    | [ 10 ] |
| 1960 | 12.350    | [ 10 ] |
| 1965 | 14.086    | [ 17 ] |
| 1970 | 14.533    | [ 10 ] |
| 1975 | 15.214    | [ 18 ] |
| 1980 | 15.366    | [ 19 ] |
| 1985 | 15.881    | [ 20 ] |

| Jahr | Einwohner |
| ---- | --------- |
| 1990 | 15.516    |
| 1995 | 13.932    |
| 2000 | 12.873    |
| 2005 | 11.961    |
| 2010 | 11.319    |
| 2015 | 10.535    |
| 2020 | 09.948    |

| Jahr | Einwohner |
| ---- | --------- |
| 2021 | 09.841    |
| 2022 | 09.811    |
| 2023 | 09.785    |

ab 1990: Stand: 31. Dezember des jeweiligen Jahres

## Politik

### Stadtvertretung
Die Stadtvertretung von Pasewalk besteht aufgrund der gesunkenen Einwohnerzahl der Stadt nur noch aus 21 Mitgliedern. Die Kommunalwahl am 9. Juni 2024 führte bei einer Wahlbeteiligung von 52,3 % zu folgendem Ergebnis:
| Partei / Wählergruppe            | Stimmenanteil 2019 | Sitze 2019 |  | Stimmenanteil 2024 | Sitze 2024 |
| -------------------------------- | ------------------ | ---------- |  | ------------------ | ---------- |
| CDU                              | 41,7 %             | 10         |  | 34,1 %             | 7          |
| AfD                              | –                  | –          |  | 22,8 %             | 3          |
| Bürgerbündnis für Pasewalk (BfP) | –                  | –          |  | 20,6 %             | 4          |
| Miteinander für Pasewalk (MfP)   | 13,9 %             | 4          |  | 11,7 %             | 2          |
| SPD                              | 11,8 %             | 3          |  | 07,8 %             | 2          |
| Für unsere Heimatstadt (FuH)     | –                  | –          |  | 03,0 %             | 1          |
| Die Linke                        | 13,8 %             | 3          |  | –                  | –          |
| NPD                              | 09,9 %             | 3          |  | –                  | –          |
| Wir in Pasewalk (WiP)            | 07,3 %             | 2          |  | –                  | –          |
| Einzelbewerber Richard Baresel   | 01,6 %             | –          |  | –                  | –          |
| Insgesamt                        | 100 %              | 25         |  | 100 %              | 19         |

Bei der Wahl 2024 entfielen auf die AfD fünf Sitze. Da sie nur drei Kandidaten aufgestellt hatte, bleiben in der Stadtvertretung zwei Sitze unbesetzt.
Nach dem Landes- und Kommunalwahlgesetz für das Land Mecklenburg-Vorpommern (LKWG M-V) wird nach dem System einer Kombination von Verhältniswahl mit Persönlichkeitselementen gewählt. Jeder Wahlberechtigte hat drei Stimmen, die er nur einer Partei/Person geben oder auf bis zu drei verteilen kann. Er kann seine Stimmen auf einen einzigen Bewerber „häufen“ (kumulieren) oder beliebig auf mehrere Bewerber desselben Wahlvorschlages oder verschiedener Wahlvorschläge verteilen (panaschieren). Aus diesem Grund gibt es wesentlich mehr abgegebene Stimmen als Wähler.
Die Stadt Pasewalk gehört zu folgenden Wahlkreisen:
- Bundestagswahl
Wahlkreis 16: Mecklenburgische Seenplatte I – Vorpommern-Greifswald II
Bei der Bundestagswahl 2021 wurde Erik von Malottki (SPD) mit 24,8 % der gültigen Stimmen gewählt.
- Landtagswahl
Wahlkreis 36: Vorpommern-Greifswald V
Bei der Landtagswahl 2021 wurde Bettina Martin (SPD) mit 30,6 % der gültigen Stimmen gewählt.
- Kreistagswahl
 Wahlbereich 9 Amt Torgelow-Ferdinandshof – Stadt Pasewalk

### Bürgermeister
- 1990–1994: Heinz-Georg Eckleben (parteilos)
- 1994–2002: Wilfried Sieber (CDU)
- 2002–2013: Rainer Dambach (parteilos)
- 2014–2022: Sandra Nachtweih (parteilos, seit 2019 CDU)[26][27]
- seit 2022: Danny Rodewald (parteilos)

Bei der Wahl am 26. September 2021 wurde Danny Rodewald für eine Amtszeit von acht Jahren zum neuen Bürgermeister gewählt. Er setzte sich mit 50,9 % der gültigen Stimmen gegen die Amtsinhaberin Sandra Nachtweih durch.

### Wappen

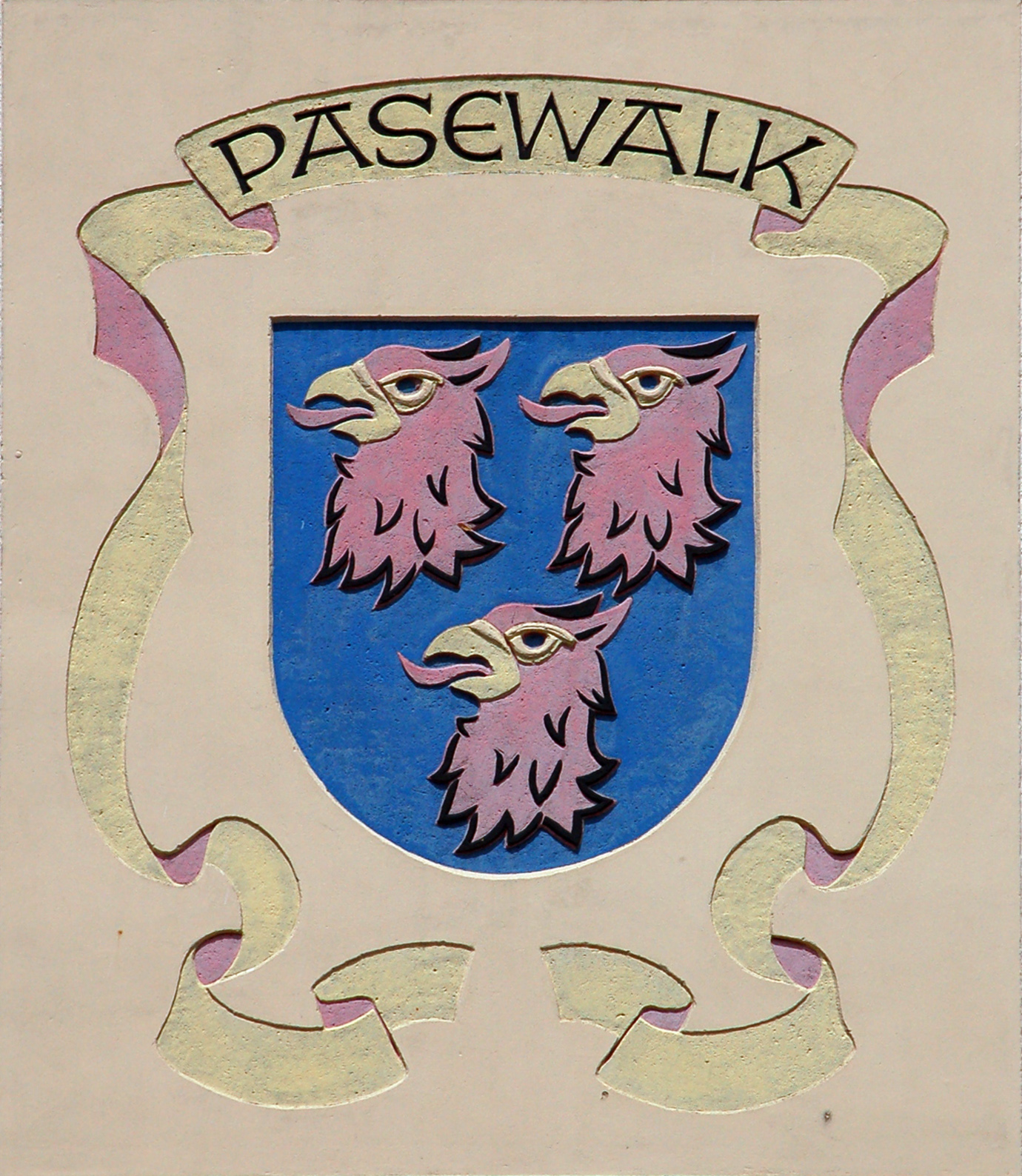
Wappen von Pasewalk

| Wappen von Pasewalk | Blasonierung: „In Blau drei (2:1) abgerissene golden bewehrte, rote Greifenköpfe mit ausgeschlagener roter Zunge.“ |
| Wappen von Pasewalk | Wappenbegründung: In dem nach dem Siegelbild des SIGILLVM CIVITATIS POZVWALK – als Abdruck 1350 überliefert – gestalteten Wappen verweisen die Greifenköpfe auf die pommerschen Herzöge Otto I., Wartislaw IV. und Barnim III., unter deren Schutz sich die Stadt 1321 gestellt hatte. Das Wappen wurde nach dem Ersten Weltkrieg vom Berliner Prof. A. Hildebrandt gezeichnet. Es wurde unter der Nr. 63 der Wappenrolle des Landes Mecklenburg-Vorpommern registriert. |

### Flagge
Die Flagge wurde von dem Berliner Peter Schulz gestaltet und am 23. Januar 1998 durch das Ministerium des Innern genehmigt.

Flagge der Stadt Pasewalk

Die Flagge besteht aus blauem Tuch. Es ist in der Mitte mit den Figuren des Stadtwappens belegt: mit der (2:1) abgerissenen gelb bewehrten, roten Greifenköpfen. Jede Figur nimmt zwei Fünftel der Höhe des Flaggentuchs ein. Die Länge des Flaggentuchs verhält sich zur Höhe wie 3:2.

### Dienstsiegel
Das Dienstsiegel zeigt das Stadtwappen mit der Umschrift „STADT PASEWALK * LANDKREIS VORPOMMERN-GREIFSWALD“.

### Partnerstädte
- Norden, Niedersachsen
- Police (Pölitz), Polen
- Halen, Belgien

## Sehenswürdigkeiten und Kultur

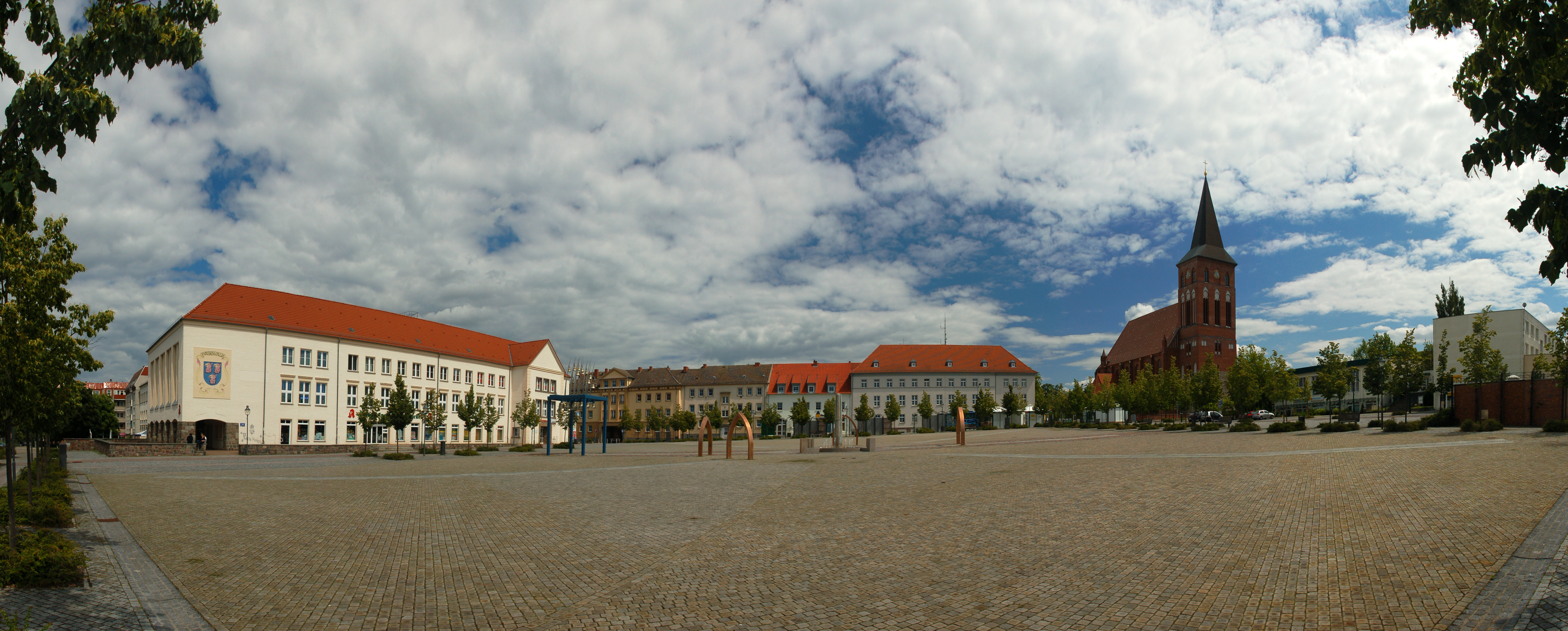
Stadtzentrum

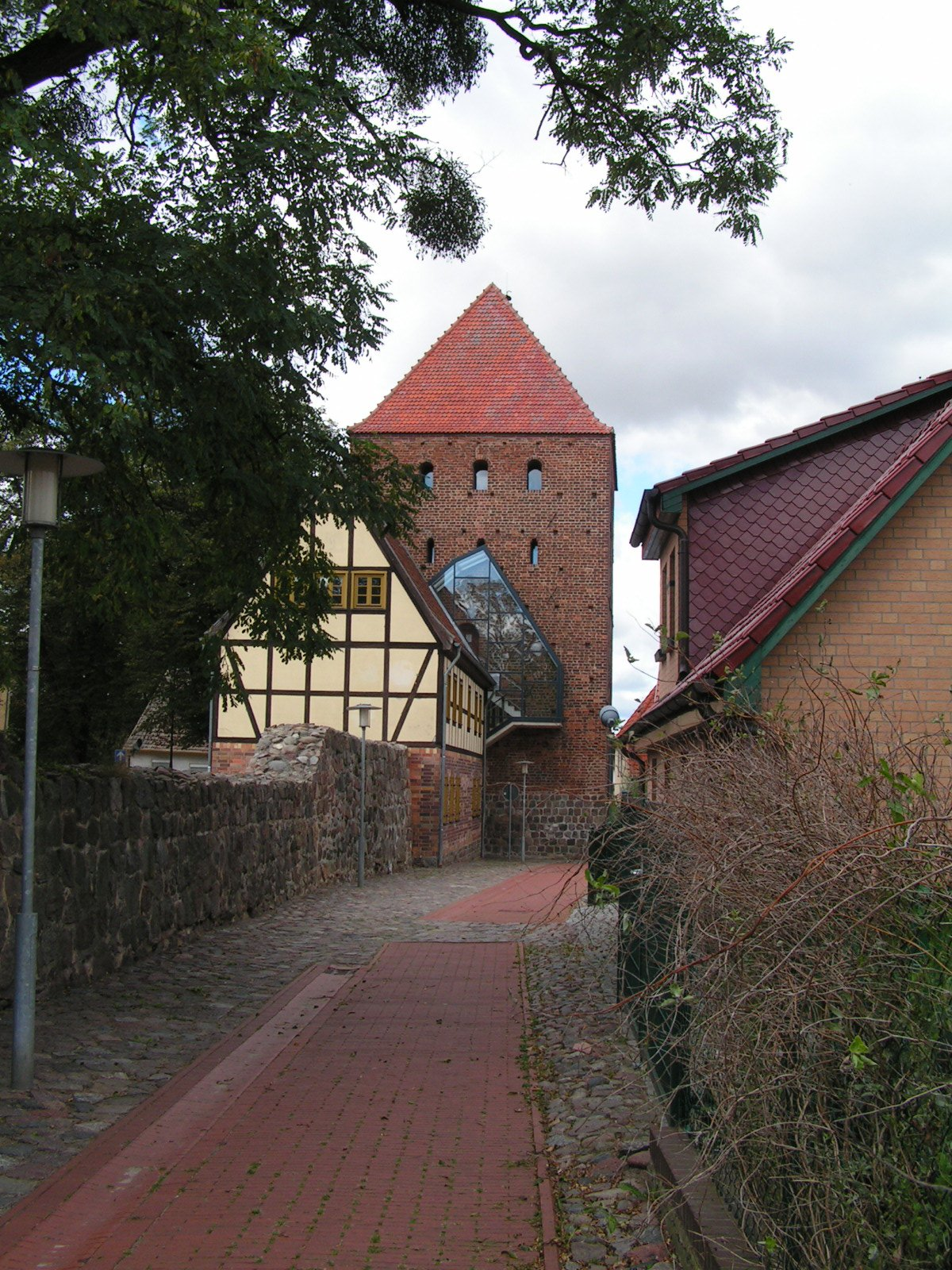
Stadtmauer mit Museum und Stadtinformation

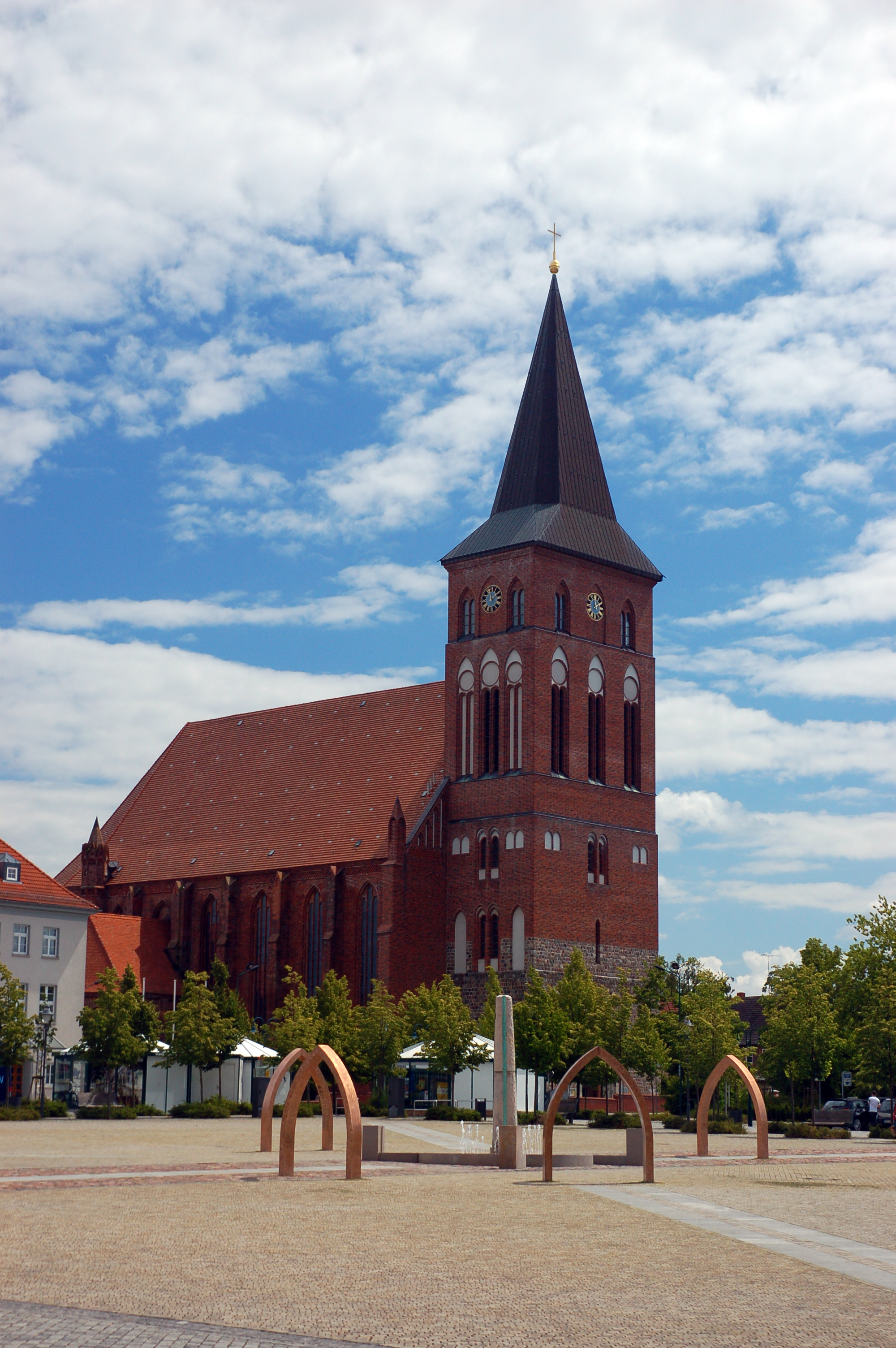
Marktplatz mit Marienkirche

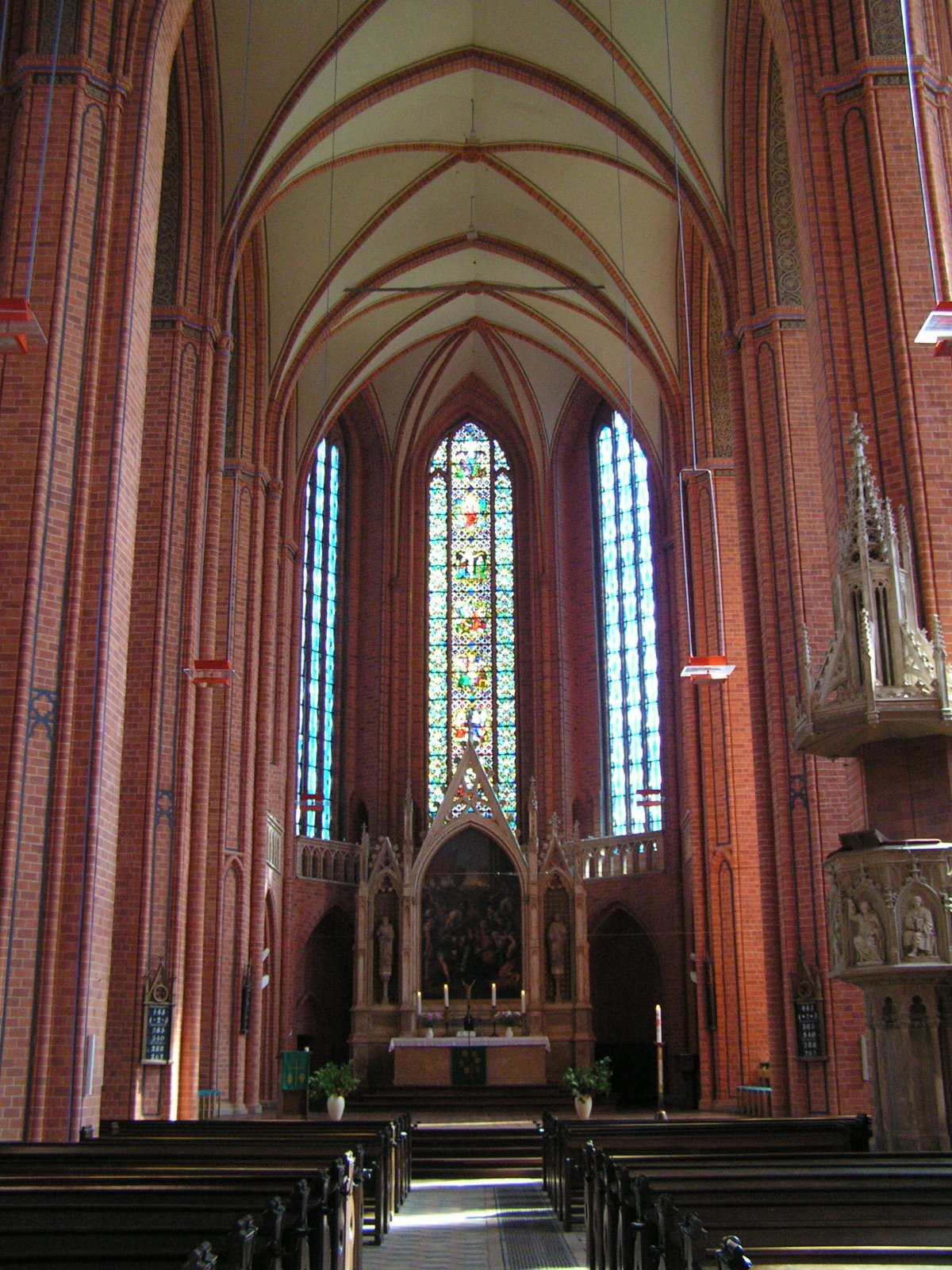
Marienkirche (Innenansicht)

### Bauwerke
- Sankt-Nikolai-Kirche, evangelisch, älteste Kirche der Stadt, erstmals 1176 erwähnt, Kreuzkirche, ursprünglich aus regelmäßig geschichteten Granitquadern (im Unterbau noch teilweise erhalten), nach Zerstörungen als gotischer Backsteinbau unter Hinzufügung der beiden Kreuzflügel wiederhergestellt, Nord- und Südgiebel des Querschiffs durch Rautenmuster und Spitzbogen gestaltet, früherer achteckiger Turmaufbau im April 1945 zerstört und durch ein einfaches Spitzdach ersetzt
- Sankt-Marien-Kirche, evangelisch, dreischiffige Hallenkirche aus dem 13. Jahrhundert, nach dem Kunsthistoriker Franz Theodor Kugler „als eins der schönsten Denkmäler des pommerschen Mittelalters zu erachten“, Teileinsturz und Sprengung des alten Kirchturms am 3. Dezember 1984, Wiederaufbau im Betonkernverfahren mit vereinfachter Kirchturmspitze vor 1989 begonnen und nach der Wende beendet (1994)
- Sankt-Otto-Kirche (katholisch), 1885 im neugotischen Stil erbaut
- Mittelalterliche Stadtbefestigung, noch bestehend aus Stadtmauer sowie zwei Mauertoren (Mühlentor, Prenzlauer Tor) und zwei Türmen (Pulverturm, Kiek in de Mark als Wahrzeichen der Stadt), frühere Gesamtlänge der Stadtmauer 2.488 Meter, ehemals mit vielen Wiekhäusern besetzt (letztes 1898 abgerissen), erhalten sind einige Teilstücke, z. B. nahe der Marienkirche und am Mühlentor. Im Prenzlauer Tor ist das städtische Museum untergebracht.
- Villa Knobelsdorff, denkmalgeschützt,[32] diente im 19. und 20. Jahrhundert dem Standortältesten des Kürassier-Regiments „Königin“ (Pommersches) Nr. 2 als Wohnsitz. Seinen Namen erhielt das als Kommandeurshaus errichtete Gebäude vom letzten Offizier von Knobelsdorff, der in dem Haus bis zum Ende des Zweiten Weltkrieges wohnte. Es wird seit 1996 als Hotel und Restaurant genutzt. An die Villa grenzt das Offizierskasino, das zwischen 1867 und 1869 für das Kürassier-Regiment entstand. Das Gebäude wurde 1951 und 1952 erweitert, ein Teil in den 1990er Jahren als Diskothek genutzt, es steht heute leer.
- Jagdschlösschen, Renaissancegebäude aus dem 16. Jahrhundert, das den Pommerschen Herzögen als Jagdhaus diente. Vor dem Bau der Villa Knobelsdorff war es zeitweise Sitz des Kommandeurs. Es wird heute vom Superintendenten genutzt.
- Hospital St. Spiritus, wohl um 1300 begründet, rekonstruiertes Gebäude vom Anfang des 16. Jahrhunderts, als Altersheim genutzt. Die Stiftung errichtete 1851 einen Erweiterungsbau vor dem Prenzlauer Tor, das Rote Hospital im neuromanischen Stil.
- Elendenhaus nahe der Marienkirche, gewährte mittellosen Fremden kurzen Aufenthalt und Verpflegung, erbaut um 1400, 1563 als Spital aufgehoben
- Eisenbahnerlebniszentrum Lokschuppen Pomerania[33], ehemaliger Lokschuppen, heute Konferenz- und Erlebniszentrum mit einem Museum und Ausstellungen zur Geschichte der Eisenbahn in Pasewalk und der Entwicklung der Lokomotiv- und Eisenbahntechnik. Der Lokschuppen verfügt über verschiedene Dampf- und Rangierlokomotiven sowie mehrere Reisezug- und Salonwagen aus dem ehemaligen DDR-Regierungszug
- Fernmeldeturm Pasewalk südöstlich der Stadt

→ Siehe auch: Liste der Baudenkmale in Pasewalk

### Denkmale und Gedenkstätten

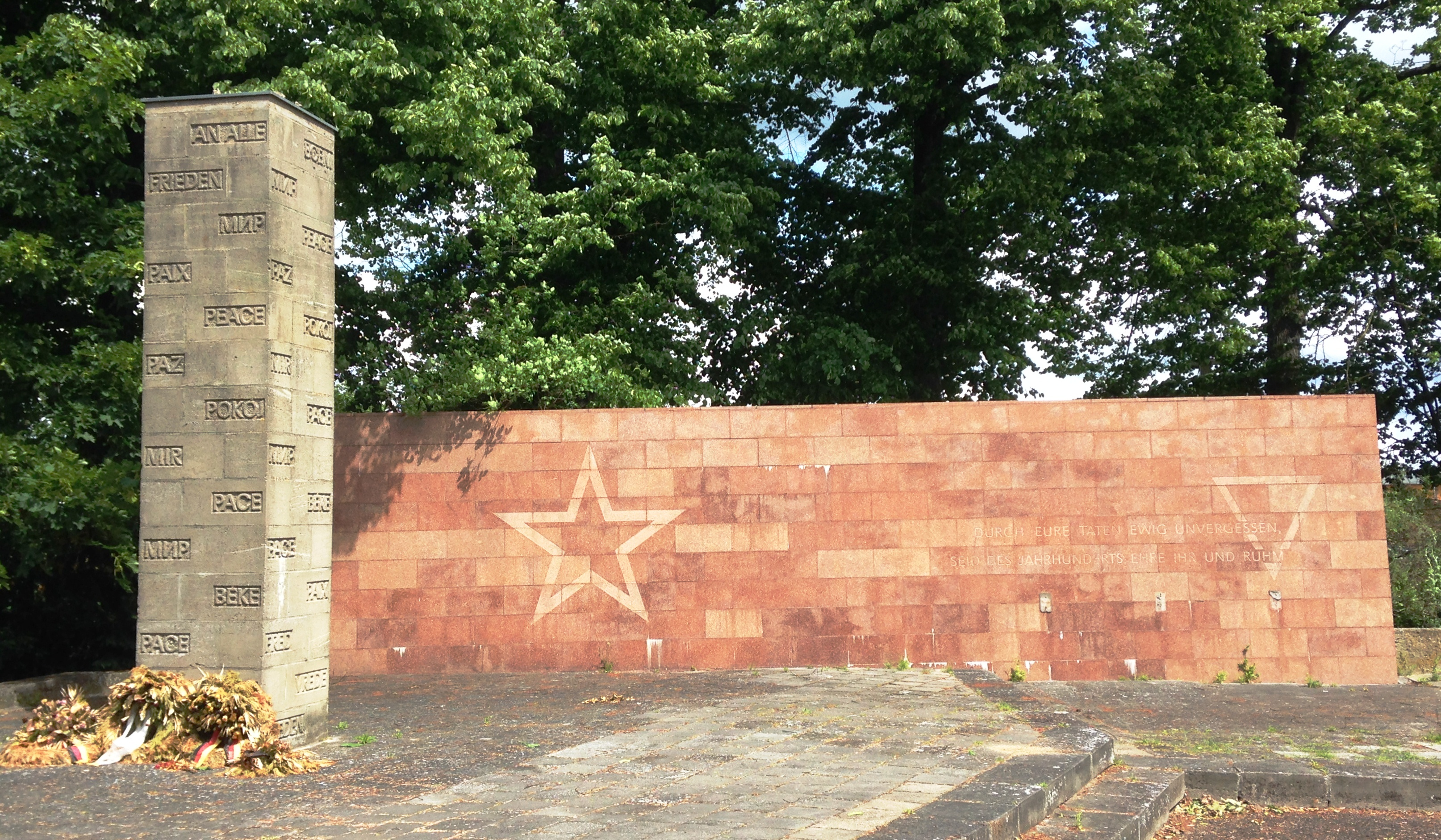
Friedenssäule und Gedenkwand für Opfer des Faschismus

- Kürassier-Denkmal in Erinnerung an die im Ersten Weltkrieg gefallenen Soldaten der Königin-Kürassiere des Kürassier-Regiments „Königin“ (Pommersches) Nr. 2 aus Pasewalk von 1922 an der Ecke Prenzlauer Straße/Oskar-Picht-Straße
- Gedenkstein für den Pasewalker Kaufmann und Ehrenbürger Emil Krüger (1861–1924), ursprünglich von 1929, neu aufgestellt 2005, im von ihm 1913 initiierten, finanzierten und nach ihm benannten Krügerpark beim Krankenhaus
- Denkmal für die Gefallenen des Ersten Weltkrieges in Form eines frühgeschichtlichen Hünengrabes von 1932 auf einer Anhöhe in den Anlagen bei den Sportplätzen beim Krankenhaus.[34]
- Grabanlage für 325 deutsche Soldaten der Wehrmacht sowie für eine unbekannte Anzahl ziviler Opfer, Zwangsarbeiter und Kriegsgefangener unbekannter Nationalität mit einem großen Holzkreuz, zahlreichen symbolischen Grabkreuzen und einzelnen Namenstafeln auf dem Neuen Friedhof an der Löcknitzer Straße
- Gedenkstätte „Leninhain“ von 1971 zwischen Fischer- und Haußmannstraße sowie zwischen Mühlen- und Bahnhofstraße. Der Ehrenhain, dessen Grundsteinlegung zum 100. Geburtstag Lenins im April 1970 erfolgte, umfasst eine Grabanlage für 21 Sowjetsoldaten, die in 13 Gräbern beigesetzt wurden sowie eine Friedenssäule, verbunden mit einer roten Gedenkwand mit Häftlingswinkel für die Opfer des Faschismus und einem Sowjetstern für die damaligen Machthaber und die deutsch-sowjetische Freundschaft. Eine ursprünglich im Zentrum der im Oktober 1971 eingeweihten Anlage stehende Pyramide mit einem Sowjetstern auf der Spitze wurde nach 1990 entfernt. Die vor den Gräbern der Sowjetsoldaten ursprünglich stehenden kleinen Obelisken mit Sowjetstern waren 1999 beschädigt worden und wurden dann ebenfalls entfernt.[34]
- Gedenkstein zur Erinnerung an den beim Novemberpogrom 1938 geschändeten jüdischen Friedhof, um 1950 gegenüber dem Eingang zum zerstörten jüdischen Friedhof östlich der Löcknitzer Straße errichtet
- Gedenkstein für den verfolgten jüdischen Stadtrat Paul Behrendt (1860–1939) und seine Familie, 1956 auf dem ehemaligen Gelände seiner 1872 gegründeten Maschinenfabrik in der Haußmannstraße errichtet
- Gedenktafel für die 1859 erbaute und 1938 beim Novemberpogrom zerstörte Synagoge der jüdischen Gemeinde in der Marktstraße (seit 1988)
- Künstlergedenkstätte Paul Holz in Erinnerung an den Zeichner Paul Holz von 1996 im Museumsgarten beim Prenzlauer Tor
- Trümmerkugel Pasewalk–Police–Phoenix von 2009, Kunstwerk des schweizerisch-kanadischen Installationskünstlers Ernest Daetwyler. Er barg rund 30 Tonnen Trümmer aus Gebäuden, die im Zweiten Weltkrieg in Pasewalk und Police zerstört wurden und schuf daraus eine begehbare Kugel mit einem Durchmesser von rund 5,5 Metern.
- Gedenkstele in Erinnerung an den in Pasewalk geborenen Marinearzt Erich Paulun, der 1899 das „Tongji Hospital für Chinesen“ in Shanghai gründete, 2011 vor dem Krankenhaus errichtet

### Parkanlagen
- Park „Mecklenburg’s Ruhe“, entstand zwischen 1865 und 1867 an der Stettiner Chaussee als erste Grünanlage der Stadt in Form einer Promenade. 1934 wurde am östlichen Ende des Parks der „Mecklenburg-Stein“ errichtet.
- Bürgerpark, entstand 1898 als erster Park der Stadt an der Prenzlauer Chaussee und wurde 1913 durch den Krügerpark erweitert. Die Parkanlage wird heute für Veranstaltungen genutzt.
- Ueckerpromenade, entstand auf Initiative des Pasewalker Bürgermeisters Eberhard Schmidt während seiner Amtszeit zwischen 1961 und 1974 als Grünanlage entlang der Uecker zwischen Bahnhof- und Mühlenstraße
- KunstgARTen, fünf Hektar große Parkanlage, entstand 2005 im Zuge der landschaftlichen Gestaltung der Auenlandschaft entlang der Uecker an der Brücke der Umgehungsstraße über die Uecker im Osten von Pasewalk. Mit Hilfe von Pflanzen und Blumen schaffen nationale und internationale Künstler wie beispielsweise Ping Qiu, Jolanta Wagner oder Ines Diederich zeitgenössische, vergängliche Kunst.

### Kultur

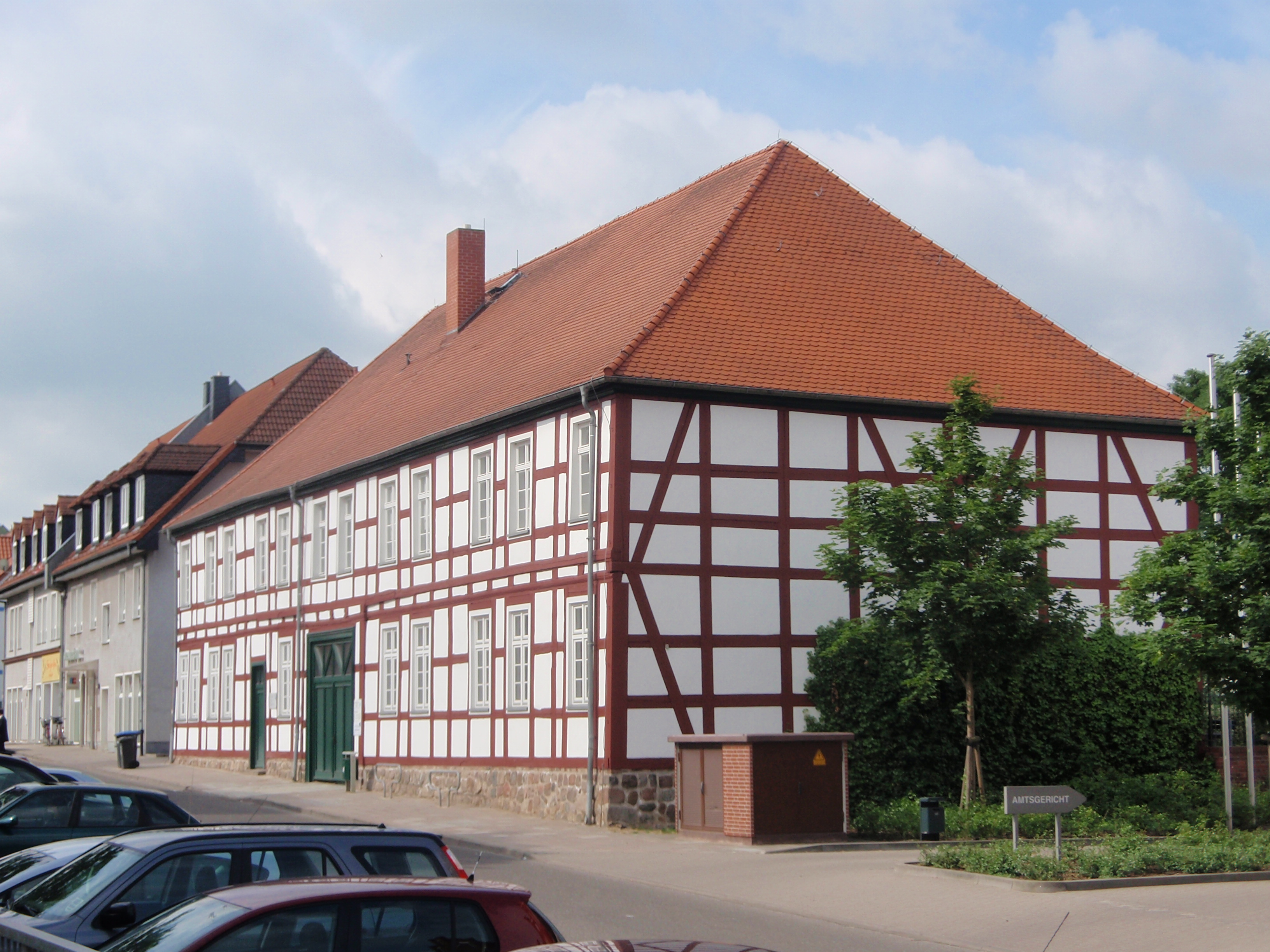
Stadtbibliothek

- Kulturforum „Historisches U“, Veranstaltungsstätte für Konzerte, Theater, Tanzvorführungen, Kabarett, Lesungen, Ausstellungen, Tagungen und Messen. Das Gebäude war einst Marstall der Pasewalker Königin-Kürassiere.
- Museum der Stadt Pasewalk im Prenzlauer Tor mit den thematischen Schwerpunkten Ur- und Frühgeschichte zwischen Uecker und Randow, Stadtgeschichte, Garnisonsgeschichte und der größten ausgestellten Sammlung zum pommerschen Zeichner Paul Holz
- Programmkino des Dachverbandes der kulturellen Kinos und Filmclubs, Filmkommunikation Mecklenburg-Vorpommern, und des mobilen Kinos zur Förderung des kulturellen und gesellschaftlichen Lebens in der Region
- Stadtbibliothek an der Grünstraße 59
- Das Feuerwehrmuseum Pasewalk in der Torgelower Straße 33 stellt Pkw, Kleintransporter und Feuerwehrfahrzeuge aus. Es ist im Sommer sonntags geöffnet.[35]
- Eisenbahnmuseum und Eventlocation Lokschuppen „Pomerania“ Pasewalk

### Musik
- Orchester für Alte Musik Vorpommern
- Musik in St. Marien Pasewalk[36]
- Musik in Sankt Nikolai Pasewalk[37]

### Regelmäßige Veranstaltungen (Auswahl)
- Neujahrskonzert im Kulturforum „Historisches U“
- Lindenbadtriathlon, Seifenkistenrennen und Maifeier sowie Schützenfest am 1. Mai
- Leistungsschau der Uecker-Randow-Region und Stadtfest im September
- Kürassierjagd im Oktober

## Wirtschaft und Infrastruktur

### Unternehmen
In der Stadt gibt es mit dem Kompetenzzentrum für Flugzeugentwicklung und Flugzeugbau sowie dem Flugzeugbauer REMOS AG eine mittelständische Umgebung für Technologien im Bereich der Luftfahrt.
Die Neue Pommersche Fleisch- und Wurstwaren GmbH war eines der größten produzierenden Unternehmen in der Region; es stellte 2017 nach zwei Insolvenzen den Betrieb ein.
Das Call-Center Sykes Enterprises Pasewalk GmbH & Co. KG ist mit etwa 750 Mitarbeitern (Stand: 2010) das größte Unternehmen der Region im Dienstleistungsbereich.
Die Sparkasse Uecker-Randow hat ihren Sitz in Pasewalk.
Im Dezember 2021 kaufte die Birkenstock Group eine Fläche im Industriepark Berlin-Szczecin, um dort ein Werk zu errichten. Es soll bis zu 1000 Arbeitsplätze bieten.

### Verkehr

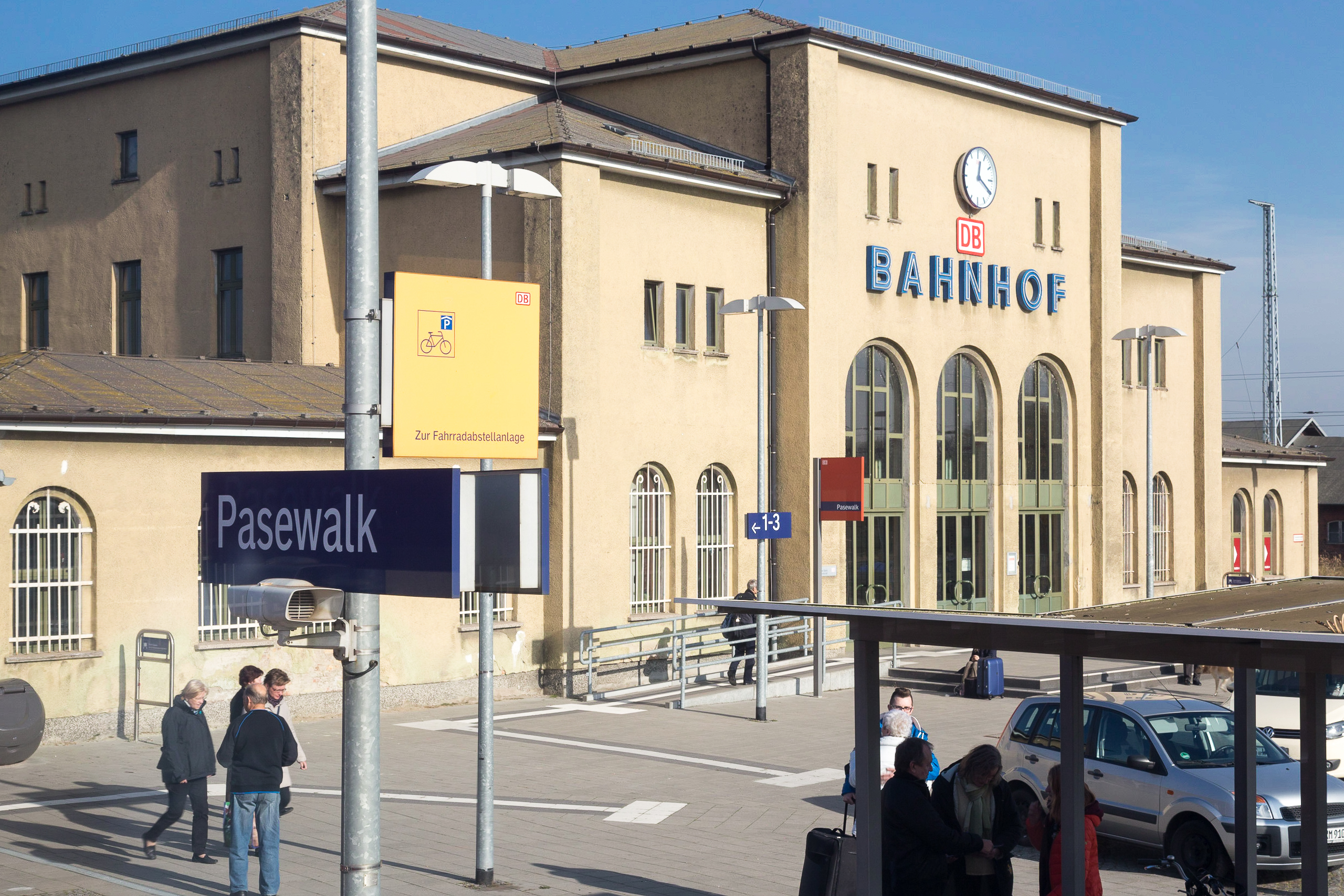
Bahnhof Pasewalk

In Pasewalk kreuzen sich die Bundesstraßen B 104 (Neubrandenburg–Grenzübergang Linken) und
B 109 (Greifswald–Prenzlau). Die Landesstraße L 321 führt von Pasewalk nach Torgelow.
Mit der Bundesautobahn 20 (Rostock–Dreieck Uckermark) ist Pasewalk über die acht bzw. sechs Kilometer entfernten Anschlussstellen Pasewalk-Nord und Pasewalk-Süd verbunden.
Im Bahnhof Pasewalk kreuzen sich die Strecken Stralsund–Berlin und Lübeck–Stettin(Szczecin). Hier halten IC/EC- und ICE-Züge in Richtung Stralsund und Berlin. Der Bahnhof wird von Regional-Express-Zügen der Relationen Stralsund–Berlin und (nicht elektrifiziert) Lübeck–Stettin(Szczecin) mit Abzweig nach Ueckermünde Stadthafen bedient.
Der Radfernweg Berlin–Usedom verläuft entlang der L 321 und der B 109 durch Pasewalk. Als Fernradwanderweg gehört er zum D-Routen-Netz, einem System von zwölf deutschlandweiten Radfernwegen, die im Rahmen des nationalen Radverkehrsplans das Radnetz Deutschlands bilden.
Der Flugplatz Pasewalk, der einzige Flugplatz in der Uecker-Randow-Region, befindet sich etwa drei Kilometer westlich des Stadtzentrums im Ortsteil Franzfelde.

### Bildung
- Grundschule Mitte
- Grundschule Ueckertal
- Nikolaischule (evangelische Grundschule)
- Europaschule „Arnold Zweig“
- Europaschule Oskar-Picht-Gymnasium Pasewalk

### Sport
- Lindenbad
- Pasewalker Fußballverein
- SV Pommern Pasewalk (Fußball)
- Pasewalker Handballverein von 1990
- Pasewalker Judosportverein
- Tischtennisverein Rotation Pasewalk
- Pasewalker Badmintonclub
- Pasewalker Radsportclub
- Pasewalker Pferdesportverein
- Einradfreunde
- Pasewalker Luftsportclub „Die Ueckerfalken“

## Persönlichkeiten

### Ehrenbürger
- 1849: Otto Borchardt (Lebensdaten unbekannt), Stifter
- 1854: Carl von Stülpnagel-Dargitz (1788–1875), Landrat des Kreises Prenzlau, für seine Verdienste um den Ausbau der Landstraßen im nördlichen Kreis Uckermark und daraus resultierende wirtschaftliche Impulse für die Stadt Pasewalk
- 1887: Moritz Engel (1806–1898), Arzt, für seine Verdienste als Armenarzt der Stadt Pasewalk
- 1894: Theodor Bernhard Haußmann (1817–1909), Kaufmann, für seine Verdienste als Wohltäter (umfangreiche Spenden und Vermächtnisse für seine Geburtsstadt)[45]
- 1895: Carl Kujack (1825–1897), Bürgermeister der Stadt von 1876 bis 1895
- 1913: Emil Krüger (1861–1924), Kaufmann, Teilhaber der Zigarrenhandelskette Krüger & Oberdiek, für seine Verdienste als Wohltäter, u. a. die Schaffung des Stadtparks
- 1933: Paul von Hindenburg (1847–1934), Reichspräsident
- 2009: Eberhard Schmidt (1924–2010), Bürgermeister der Stadt von 1961 bis 1974, für seine Verdienste um die Gestaltung der Stadt[46]

### Söhne und Töchter der Stadt
- Petrus Edeling (1522–1602), lutherischer Theologe
- Daniel Lüdemann (1621–1677), lutherischer Theologe
- Johann Friedrich Tiede (1732–1795), evangelischer Theologe
- Johann Friedrich von Schütz (1740–1798), Präsident der Pommerschen Kriegs- und Domänenkammer
- Moritz Friedrich Wilhelm von Schwerin (1745–1829), preußischer Offizier und Landrat
- Johann Georg Kaltenbeck Subrector und Organist in Pasewalk (19. Mitglied von Mizlers Societät)
- Gotthilf Benjamin Keibel (1770–1835), preußischer Generalmajor
- Johann August Christian Dittmar (1778–1861), Uhrmacher in Sankt Petersburg
- Georg von Stülpnagel (1785–1862), preußischer Generalleutnant
- Otto von Zieten (1786–1850), preußischer Generalleutnant
- Friedrich von Kalckreuth (1790–1873), preußischer Schriftsteller und Dramatiker
- Wilhelm Hiller von Gaertringen (1809–1866), preußischer Generalleutnant
- Gustav Wilhelm Scharlau (1809–1861), Arzt, Leiter einer Wasserheilanstalt in Stettin
- Wilhelm von Tümpling (1809–1884), preußischer General
- Georg von Kameke (1817–1893), preußischer General und Kriegsminister
- Hermann von Kameke (1819–1889), preußischer General der Infanterie
- Wilhelm Pökel (1819–1897), klassischer Philologe und Gymnasiallehrer
- Hugo Lemcke (1835–1925), Historiker
- Emil Mannkopff (1836–1918), Internist und Hochschullehrer in Marburg
- Gustav Witte (1839–1888), Branddirektor der Berliner Feuerwehr
- Bogislav von Bonin (1842–1929), preußischer Politiker
- Claus von Heydebreck (1859–1935), preußischer Oberst und Politiker
- Erich Paulun (1862–1909), Marinearzt
- Franz Lemke (1862–1925), Konteradmiral (Ing.)
- Heinrich von Albedyll (1865–1942), preußischer Generalmajor
- Georg Mohnike (1868–1945), Tischlermeister, entwickelte die Schulwandtafel
- Oskar Picht (1871–1945), Erfinder einer Blindenschreibmaschine
- Krister von Albedyll (1876–1942), Offizier und Schriftsteller
- Joachim von Blücher (1888–1980), Politiker (NSDAP) und SA-Führer
- Ernst Friedrich Weidner (1891–1976), Assyriologe und Archäologe
- Paul Jahnke (1893–1951), Widerstandskämpfer gegen den Nationalsozialismus
- Walter von Soosten (1895–1945), SS-Obersturmführer
- Gerhard Zeggert (1896–1977), Kirchenmusiker
- Friedel Behrendt (1897–1979), Politikerin
- Hans Ulrich von Borcke (1902–1944), Jurist, Landrat und Offizier
- Annemarie Schröppel (1908–1994), botanische Sammlerin und Heimatforscherin[47]
- Bruno Müller-Linow (1909–1997), Maler und Graphiker
- Gerd von Bonin (1911–1979), Kameramann
- Kurt Radeke (1924–2017), Schauspieler und Synchronsprecher
- Hans-Georg Krage (1928–2005), Motorbootrennfahrer
- Norbert Weinke (1929–1999), Maler und Grafiker
- Karl Heinz Deickert (1931–2007), Schauspieler und Regisseur
- Manfred Wulff (* 1933), Wirtschaftswissenschaftler und Hochschullehrer
- Karl-Heinz Rotte (1933–2021), Radiologe
- Margrit Bröhan (* 1938), Kunsthistorikerin
- Erich Hamann (* 1944), Fußballspieler
- Kuno Winn (* 1945), Politiker (FDP, CDU)
- Rainer Knaak (* 1953), Schachspieler
- Sabine Zimmermann (* 1960), Politikerin (BSW, früher Die Linke)
- Kurt Witt (* 1962), Musiker, Trompeter, Produzent
- Silke Hasselmann (* 1965), Journalistin, aufgewachsen in Pasewalk
- Chris Gueffroy (1968–1989), Todesopfer an der Berliner Mauer
- Mario Tolkmitt (* 1970), Fußballspieler
- Gerd Walther (* 1970), Politiker (Die Linke)
- Reiner Holznagel (* 1976), Präsident des Bundes der Steuerzahler
- David Köckert (* 1979), Rechtsextremist
- Hanka Kliese (* 1980), Politikerin (SPD)
- Suzy Bartelt (* 1981), Musikerin, Gesangspädagogin und Chorleiterin
- Sookee (* 1983), Rapperin
- Patrick Dahlemann (* 1988), Politiker (SPD)
- Hagen Brosius (* 1988), Leichtathlet